# Горський Сеновець
Го́рський Сенове́ць (болг. Горски Сеновец) — село у Великотирновській області Болгарії. Входить до складу общини Стражиця.

## Населення
За даними перепису населення 2011 року у селі проживали 260 осіб.
Національний склад населення села:
| Національність   | Кількість осіб | Відсоток |
| ---------------- | -------------- | -------- |
| болгари          | 176            | 78,2%    |
| турки            | 15             | 6,7%     |
| цигани           | 0              | 0%       |
| інша             | 0              | 0%       |
| не визначились   | 34             | 15,1%    |
| Всього відповіли | 225            |          |

Розподіл населення за віком у 2011 році:
Динаміка населення: